# Gerardo Rabajda
Gerardo Manuel Rabajda Maino (Montevideo, 13 agosto 1967) è un ex calciatore uruguaiano, di ruolo portiere.